# Parque Libertad

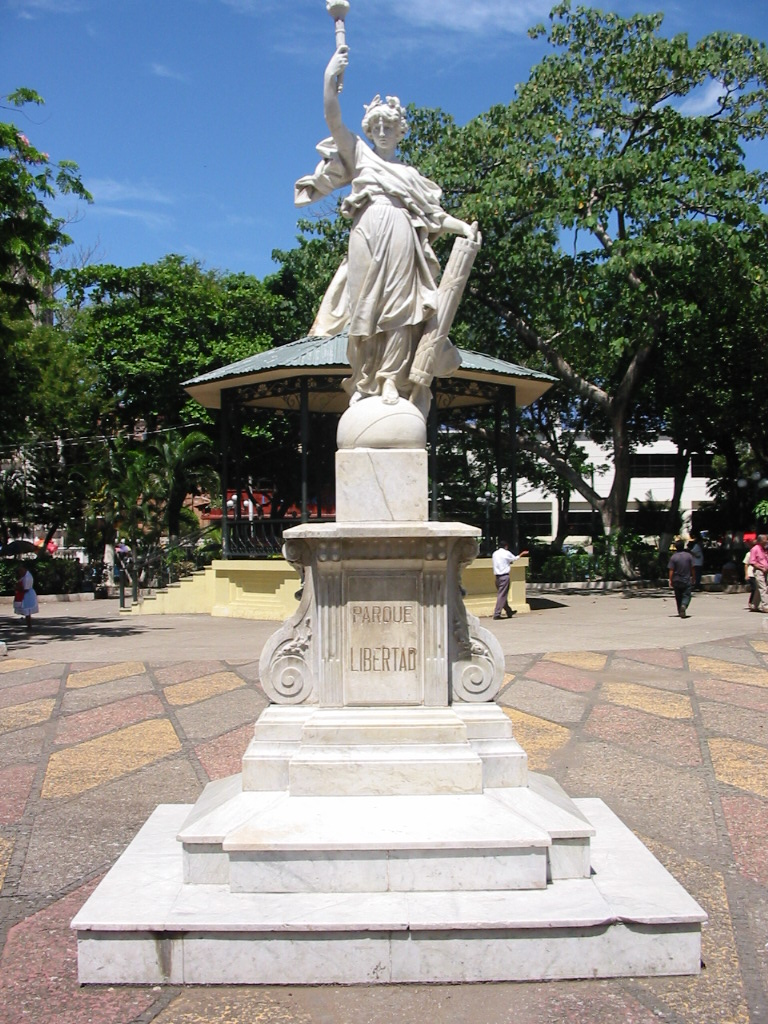
Monumento a la libertad ubicado en el parque homónimo.

El parque Libertad es la principal plaza de la ciudad salvadoreña de Santa Ana; ubicado en el centro de la ciudad, está rodeado por los edificios notables de la localidad: el Teatro de Santa Ana, la Alcaldía Municipal de Santa Ana y  la Catedral de Santa Ana, y por otras estructuras importantes y antiguas como el Casino Santaneco 
y el Centro de Artes de Occidente.

## Historia
El Parque Libertad fue construido por los españoles como Plaza Mayor durante la época colonial. Y como tal era el mercado de la ciudad y además servía como espacio político, refugio para los pobladores y para festividades, actos de fe de la inquisición y ejecuciones públicas. Por lo tanto, fue el principal espacio para los lugareños, en donde además, tuvieron lugar conflictos sociales como revueltas e invasiones.
El 8 de junio de 1886, el presidente Francisco Menéndez mandó a que se construyera un parque en la Plaza Mayor. Hasta 1890 estaba ubicando en este sitio el mercado de la ciudad, cuando se construyó el Mercado Central.